# Атлетика на Летњим олимпијским играма 1908 — скок удаљ за мушкарце
Такмичење у скоку удаљ за мушкарце представљало је једну од 26 дисциплина атлетског програма на Летњим олимпијским играма 1908. у Лондону, Уједињено Краљевство. Такмичење се одржало 22. јула на Националном стадиону.

## Земље учеснице
Учествовала су 32 скакача удаљ из 9 земаља.
1. Канада (4)
2. Мађарска (2)
3. Немачка (4)
4. Норвешка (1)
5. САД (7)
6. Уједињено Краљевство (7)
7. Француска (1)
8. Холандија (2)
9. Шведска (4)

## Систем такмичења
Такмичње у овој дисциплини одржано је у једном дану. ће се одржати у два нивоа. Сви такмичасри изводе по три скока, а најбоља тројица још три да би поправили свој пласман.

## Рекорди
| Рекорди пре почетка такмичења 21. јула 1908.    | Рекорди пре почетка такмичења 21. јула 1908. | Рекорди пре почетка такмичења 21. јула 1908. | Рекорди пре почетка такмичења 21. јула 1908. | Рекорди пре почетка такмичења 21. јула 1908. | Рекорди пре почетка такмичења 21. јула 1908. |
| ----------------------------------------------- | -------------------------------------------- | -------------------------------------------- | -------------------------------------------- | -------------------------------------------- | -------------------------------------------- |
| Најбољи резултат на свету                       | 7,61                                         | Питер О'Конор                                | Велика Британија                             | Даблин, Уједињено Краљевство                 | 5. август 1901.                              |
| Олимпијски рекорд                               | 7,34                                         | Мајер Принстајн                              | САД                                          | Сент Луис, САД                               | 1. септембар 1904.                           |
| Рекорди после завршетка Олимпијских игара 1908. |                                              |                                              |                                              |                                              |                                              |
| Олимпијски рекорд                               | 7,34 пр.                                     | Френк Ајронс                                 | САД                                          | Лондон, Уједињено Краљевство                 | 22. јул 1908.                                |
| Олимпијски рекорд                               | 7,44 фин.                                    | Френк Ајронс                                 | САД                                          | Лондон, Уједињено Краљевство                 | 22. јул 1908.                                |

## Освајачи медаља
|                  |                  |                      |
| Френк Ајронс САД | Данијел Кели САД | Келвин Брикер Канада |

## Резултати

### Квалфикације
| Место  | Атлетичар              | Земља                | Резултат м | Белешка |
| ------ | ---------------------- | -------------------- | ---------- | ------- |
| 1.     | Френк Ајронс           | САД                  | 7,44       | ОР      |
| 2.     | Данијел Кели           | САД                  | 7,09       |         |
| 3.     | Келвин Брикер          | Канада               | 7,08       |         |
| 4.     | Едвард Кук             | САД                  | 6,97       |         |
| 5.     | Џон Бренан             | САД                  | 6,86       |         |
| 6.     | Френк Маунт Плезент*   | САД                  | 6,82       |         |
| 7.     | Алберт Ванштајн*       | Немачка              | 6,77       |         |
| 8.     | Тим Ахерн              | Уједињено Краљевство | 6,72       |         |
| 9.     | Денис Мари             | Уједињено Краљевство | 6,71       |         |
| 10.    | Гунар Ренстрем         | Шведска              | 6,66       |         |
| 11.    | Чарлс Вилијамс         | Уједињено Краљевство | 6,65       |         |
| 12.    | Сем Бела               | САД                  | 6,64       |         |
| 13.    | Frank Lukeman          | Канада               | 6,59       |         |
| 14.    | Еден Холич             | Мађарска             | 6,54       |         |
| 15.    | Артур Хофман           | Немачка              | 6,50       |         |
| 16.    | Алфред Белербеј        | Уједињено Краљевство | 6,44       |         |
| 17.    | Вилфред Бленден        | Уједињено Краљевство | 6,43       |         |
| 18.    | Вилијам Ват            | Уједињено Краљевство | 6,42       |         |
| 19.    | Џорџ Барбер            | Канада               | 6,41       |         |
| 20.    | Карл Силверстранд      | Шведска              | 6,34       |         |
| 21—32. | Херман фон Банингаузен | Немачка              | непознат   |         |
| 21—32. | Лајонел Корниш         | Уједињено Краљевство | непознат   |         |
| 21—32. | Геза Кевешди           | Мађарска             | непознат   |         |
| 21—32. | Брам Еверс             | Холандија            | непознат   |         |
| 21—32. | Анри Гитиерез          | Француска            | непознат   |         |
| 21—32. | Јакобус Хогвелд        | Холандија            | непознат   |         |
| 21—32. | Гарфилд Макдоналд      | Канада               | непознат   |         |
| 21—32. | Џон О'Конел            | САД                  | непознат   |         |
| 21—32. | Хенри Олсен            | Норвешка             | непознат   |         |
| 21—32. | Арвид Рингстранд       | Шведска              | непознат   |         |
| 21—32. | Лудвиг Утвилер         | Немачка              | (6,05)     |         |
| 21—32. | Хуго Висландер         | Шведска              | непознат   |         |

- Сви извештаји са ЛОИ 1908. пишу да је Френк Маунт Плезент скочио 6,82 м, а Алберт Ванштајн 6,77 м. Иако исти резултат показује и Званични извештај са ЛОИ стр 86 Ванштајна ставља на 6 место иако има скок за 5 цм мањи од Плезента.

### Финале
| Место | Атлетичар     | Земља  | Резултат | Белешка |
| ----- | ------------- | ------ | -------- | ------- |
|       | Френк Ајронс  | САД    | 7,48     | ОР      |
|       | Данијел Кели  | САД    | 7,09     |         |
|       | Келвин Брикер | Канада | 7,08     |         |